# 潜水艇大作战
《潜水艇大作战》是一款由Irem软件公司制作的横向卷轴游戏。游戏于1986年在FC游戏机发行。
玩家控制着一个粉色潜水艇。游戏目的是击破外星人并且营救被捕的幸存者。